# Bolesław Banaś

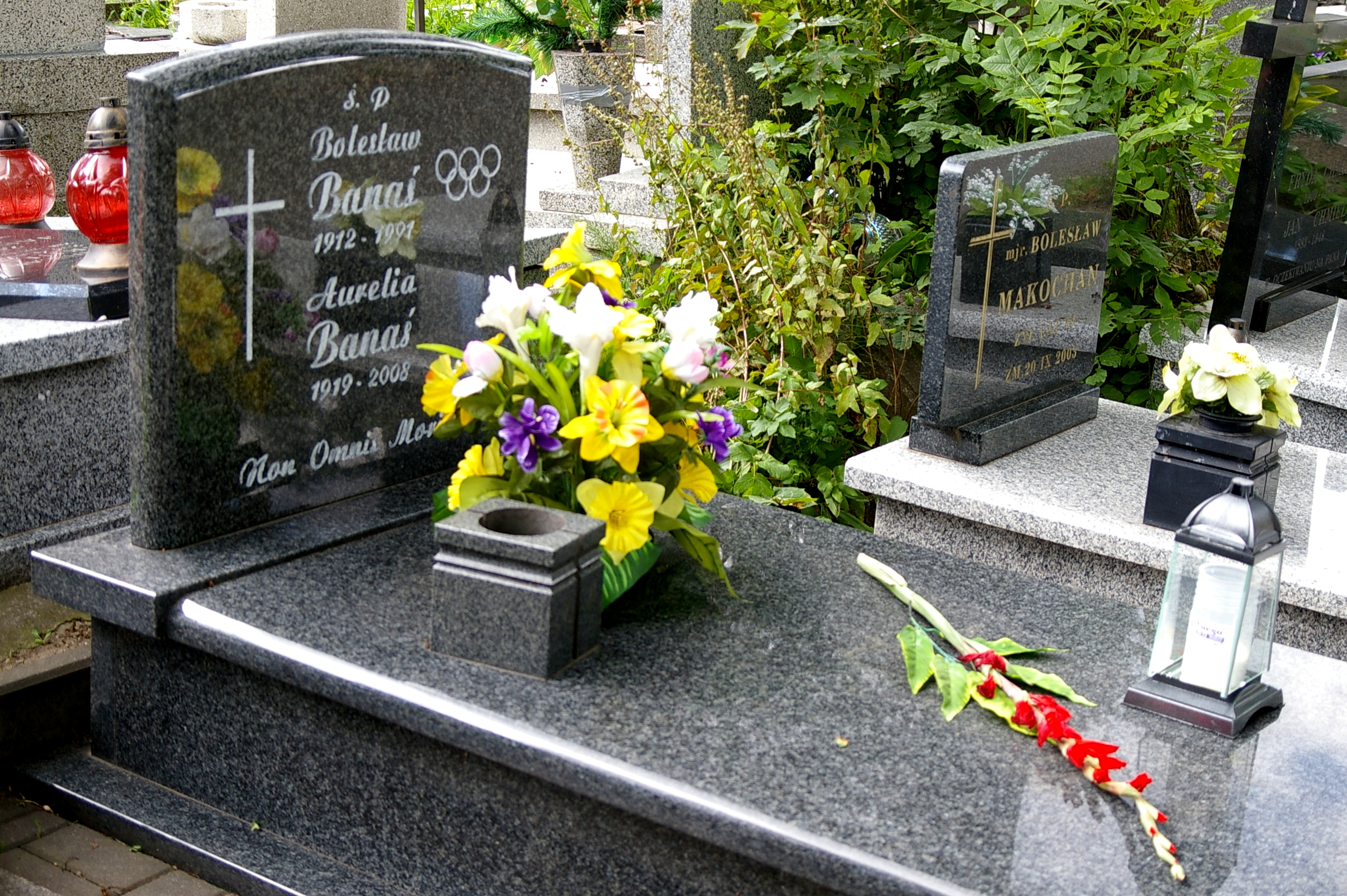
Nagrobek Bolesława Banasia na Starym Cmentarzu w Łodzi

Bolesław Banaś (ur. 17 marca 1912 w Łodzi, zm. 24 września 1991 tamże) – ekonomista, szermierz, sędzia, działacz sportowy, olimpijczyk z Londynu 1948.
Związany z łódzkimi klubami szermierczymi (ŁKS Łódź, ZZK Łódź, AZS Łódź). W latach 1951–1985 prezes Łódzkiego Okręgowego Związku Szermierczego. Uczestniczył jako sędzia w Mistrzostwach Świata szermierzy w latach 1953–1978.

## Życiorys
Urodził się w łódzkiej rodzinie robotniczej. Matka Anna, z Zagórskich. Był absolwentem Państwowej Szkoły Handlowej Męskiej przy ul. Księży Młyn w Łodzi (1932). W latach 1933–1939 był urzędnikiem w Urzędzie Wojewódzkim w Łodzi.
Desygnowany do kadry narodowej na Olimpiadę w Helsinkach, która miała się odbyć w 1940 roku.
W okresie okupacji niemieckiej zatrudnił się jako księgowy w firmie ˌˌE. Heineˈˈ. Aresztowany został na początku 1942, we wrześniu 1944 osadzony w więzieniu na Radogoszczu i stąd 5 października 1944 r. wywieziony do obozu koncentracyjnego Gross-Rosen. Stąd w 1945 r. ewakuowany w marszu śmierci na zachód i tam, w środkowych Niemczech, wyzwolony przez żołnierzy amerykańskich.
Do Łodzi powrócił w końcu 1945 r. i do emerytury pracował w łódzkiej spółdzielczości, m.in. był prezesem zarządu Spółdzielni Pracy Introligator.
Został pochowany na cmentarzu przy ulicy Ogrodowej w Łodzi. 

### Kariera sportowa
Uprawianie sportu rozpoczął w szkole średniej od siatkówki, zdobywając wraz z drużyną Absolwentów Łódź w 1930 r. srebrny medal w mistrzostwach Polski w siatkówce męskiej. Jednak na stałe związał się z szermierką; w tej dyscyplinie odniósł największe sukcesy. Karierę szermierczą rozpoczął w grupie uczniowskiej Wojskowego Klubu Sportowego DOK IV-Łódź (Dowództwa Okręgu Korpusu IV – Łódź). Tu przeszedł wstępne szkolenie sportowe i treningowe. Następnie związał się z Policyjnym Klubem Sportowym w Łodzi, w składzie którego wywalczył wielokrotnie, do wybuchu II wojny światowej, tytuły mistrza Łodzi we florecie, szabli i szpadzie. Z czasem dołożył do tych osiągnięć zwycięstwa w mistrzostwach Polski we florecie i w szpadzie.
Dzięki tym sukcesom sportowym został powołany do reprezentacji Polski w szermierce na XII Letnie Igrzyska Olimpijskie, które miały się odbyć w r. 1940, w Helsinkach. Ślubowanie złożył 16 maja 1939 w siedzibie YMCA w Łodzi.
Osiągnięcia w szermierce
- 1936: 1. miejsce w Mistrzostwach Polski we florecie indywidualnie
- 1938: 1. miejsce w Mistrzostwach Polski we florecie indywidualnie
- 1939: 1. miejsce w Mistrzostwach Polski w szpadzie indywidualnie
- 1946: 1. miejsce w Mistrzostwach Polski we florecie indywidualnie
- 1946: 1. miejsce w Mistrzostwach Polski w szpadzie indywidualnie
- 1947: 1. miejsce w Mistrzostwach Polski we florecie indywidualnie[4]

## Nagrody i Odznaczenia
- Krzyż Kawalerski Orderu Odrodzenia Polski